# John Field
John Field (Dublín, 26 de juliol del 1782 – Moscou, 23 de gener de 1837) fou un compositor i pianista irlandès, conegut per ser el creador de la forma musical pianística coneguda com a nocturn.

## Biografia
Nascut a Dublín el 1782, era el fill gran del violinista Robert Field. Va iniciar els seus estudis de piano amb el seu avi, del mateix nom, organista professional, i més tard, amb Tommaso Giordani, músic d'origen napolità.
Va debutar als 9 anys, amb una bona acollida. La seua família es va traslladar a Bath el 1793, i posteriorment, el mateix any, a Londres. Ací, son pare va aconseguir que rebera classes del pianista, compositor i constructor de pianos Muzio Clementi. Va atraure favorables comentaris de Joseph Haydn per les seues interpretacions. Als 17 anys va presentar el seu primer Concert per a piano (en va escriure un total de set). Considerat un excel·lent pianista, no va gaudir de la mateixa consideració com a compositor fins que el 1801 publicara el seu primer conjunt de sonates per a piano, dedicades a Clementi.
El 1801 Field va acompanyar en una gira per París i Viena a Clementi (a Viena va rebre algunes classes de Johann Georg Albrechtsberger). Quan Clementi es va traslladar a Rússia, Field el va acompanyar com a demostrador de pianos. Field va consolidar la seua pròpia carrera com a concertista, dividint les seues actuacions entre Sant Petersburg i Moscou, passant a residir en aquesta darrera ciutat a partir del seu matrimoni, el 1810. La seua bona posició econòmica, complementada amb els ingressos obtinguts com a professor van fer que el seu estil de vida fos considerat extravagant, amb tocs de Bon vivant. Fruit de les seues aventures amoroses va tenir un fill il·legítim. A Sant Petersburg va tenir com alumnes els compositors russos Boris Fitinhof-Schell i Werstowski (1799-1863) i al violinista polonès Anton de Kontski.
El 1831, i amb la salut deteriorada, a causa d'un dolorós càncer de recte, va tornar a Londres per a sotmetre's a tractament mèdic. Va tornar a Rússia, passant per França i Itàlia, on va haver de passar nou mesos hospitalitzat a Nàpols. Ajudat per una família aristocràtica russa, va tornar a Moscou el 1835. Ací va compondre els seus últims nocturns durant els seus últims setze mesos de vida.

## Música
Field és recordat avui dia per les setze peces que va compondre sota el títol de nocturns. Es tracta de peces en un únic moviment (impromptus) per a piano. El primer dels nocturns data de l'any 1812. Aquestes peces van influir notablement sobre Frédéric Chopin, que va escriure 21 nocturns.

## Obres destacades
Field va escriure 7 Concerts per a piano i orquestra.
- Comcert per a piano No. 1 en Mi bemoll, H. 27 (1799)
- Concert per a piano No. 2 en La bemoll, H. 31 (1811)
- Concert per a piano No. 3 en Mi bemoll, H. 32 (1811)
- Concert per a piano No. 4 en Mi bemoll, H. 28 (1814, revisat el 1819)
- Concert per a piano No. 5 en Do, H. 39 (1817), l'Incendie par l'Orage
- Concert per a piano No. 6 en Do, H. 49 (1819, revisat el 1820)
- Concert per a piano No. 7 en do menor, H. 58 (1822, revisat el 1822-32)

Entre les seues obres per a piano sol, destaquen el 16 nocturns, 4 sonates per a piano (les tres primeres publicades conjuntament com Opus 1), així com fantasies, estudis, rondós i variacions.